# Goniurosaurus wangshu
Goniurosaurus wangshu — вид геконоподібних ящірок родини еублефарових (Eublepharidae). Описаний у 2022 році.

## Етимологія
Видова назва wangshu походить від китайського терміна 望舒, який згадується в давньокитайській поемі «Лі Сао» понад 2000 років тому. У давньокитайській міфології Ван Шу — богиня, яка керує місячною колісницею. Ця назва також відповідає часу, коли зразки були зібрані під час Свята середини осені, яке є традиційним китайським святом, яке асоціюється з повним місяцем. Крім того, ця назва звертається до жовтого кольору виду, який нагадує місячне світло.

## Поширення
Ендемік Китаю. Поширений у провінції Гуандун. Виявлений у карстовому регіоні на висоті 200–300 м над рівнем моря.